# 宮下忠子
宮下 忠子（みやした ただこ、1937年 - ）は、日本の社会活動家、著作家。

## 経歴
熊本県から18歳で上京し、大学卒業後、高校の社会科教諭となったが、いったん退職して家庭に入った。その後、東京都立社会事業学校に学び、1975年から山谷地区を抱えるの東京都城北福祉センターで医療相談員となって、アルコール依存症回復者の組織化などに取り組んだ。仕事で山谷の労働者たちと接する中で、「シラミまみれ」になったり結核に罹患したりもした。1995年に退職するまで、城北福祉センターでの勤務は20年に及んだ。この間に相談にのってきた労働者はおよそ3万人にのぼるという。
退職後は、自ら「コミュニティーワーカー」と称する路上生活者たちへの巡回相談ボランティアの活動や、執筆に注力し、1996年2月20日には、東京・経営と心の開発の会から「こころの賞」を贈られた。
この間、東京都精神保健センターにおけるアルコール問題家族教育プログラムや、日本ジャーナリスト専門学校において講師を務めた。

## おもな著書
- 山谷・泪橋：ドヤ街の自分史、晩声社、1978年
- 全盲の母の記録：堀木文子の半生、晩聲社、1980年
- 思川：山谷に生きる女たち、筑摩書房、1985年
  - （再刊）思川：山谷に生きた女たち：貧困・性・暴力もうひとつの戦後女性史、明石書店、2010年
- 山谷日記、人間の科学社、1995年
- 山谷曼陀羅、大修館書店、1995年
- ミニー神父とアルコール依存症者たち：やさしいアメリカ人、東峰書房、1996年
- 隔離の里：ハンセン病回復者の軌跡、大月書店、1998年
- 東京のどん底から：老いゆく路上生活者の声を聴く、随想舎、2001年
- Taraba・夜行列車に乗る：愛と命のメッセージ、随想舎、2008年
- 赤いコートの女：東京女性ホームレス物語、明石書店、2008年
- 「孤児」として生きて：孤独・貧困・暴力の戦後を駆けぬけた男の物語、明石書店、2012年
- 原田キヌ考、中央公論事業出版、2014年
- 七十七歳の軌跡：出会いは人生の宝、燦葉出版社、2015年

### 編著
- 路上に生きる命の群：現状報告：ホームレス問題の対策と提案、随想舎、1999年